# Hockey Club Asiago 1988-1989
Questa pagina contiene i dati relativi alla stagione hockeystica 1988-1989 della società di hockey su ghiaccio HC Asiago.

## Campionato
- Piazzamento: 4° in serie A1.

## Roster
Roster incompleto
- Mario Simioni
- Santino Pellegrino
- Perry John Turnbull
- Taylor Hall
- James Camazzola
- Tom McCarthy
- Mitch Lamoureux
- Andrea Gios
- Mark Cupolo
- Fabrizio Benetti

### Allenatore
- Tony Zappia